# Yankee Stadium
Lo Yankee Stadium è uno stadio multifunzione statunitense che si trova nel distretto del Bronx a New York.
Costruito in una zona adiacente allo stadio storico dallo stesso nome, ospita fin dalla sua inaugurazione (2009) le gare interne della franchise dei New York Yankees che disputa la Major League Baseball della città e, dal 2015, anche quelle del New York City FC, squadra calcistica della Major League Soccer.
Il costo dell'impianto è di più di 2,3 miliardi di dollari (2,06 miliardi di euro al cambio di luglio 2019), di cui circa la metà pubblici, che ne fanno l'impianto sportivo più costoso del mondo.

## Capacità

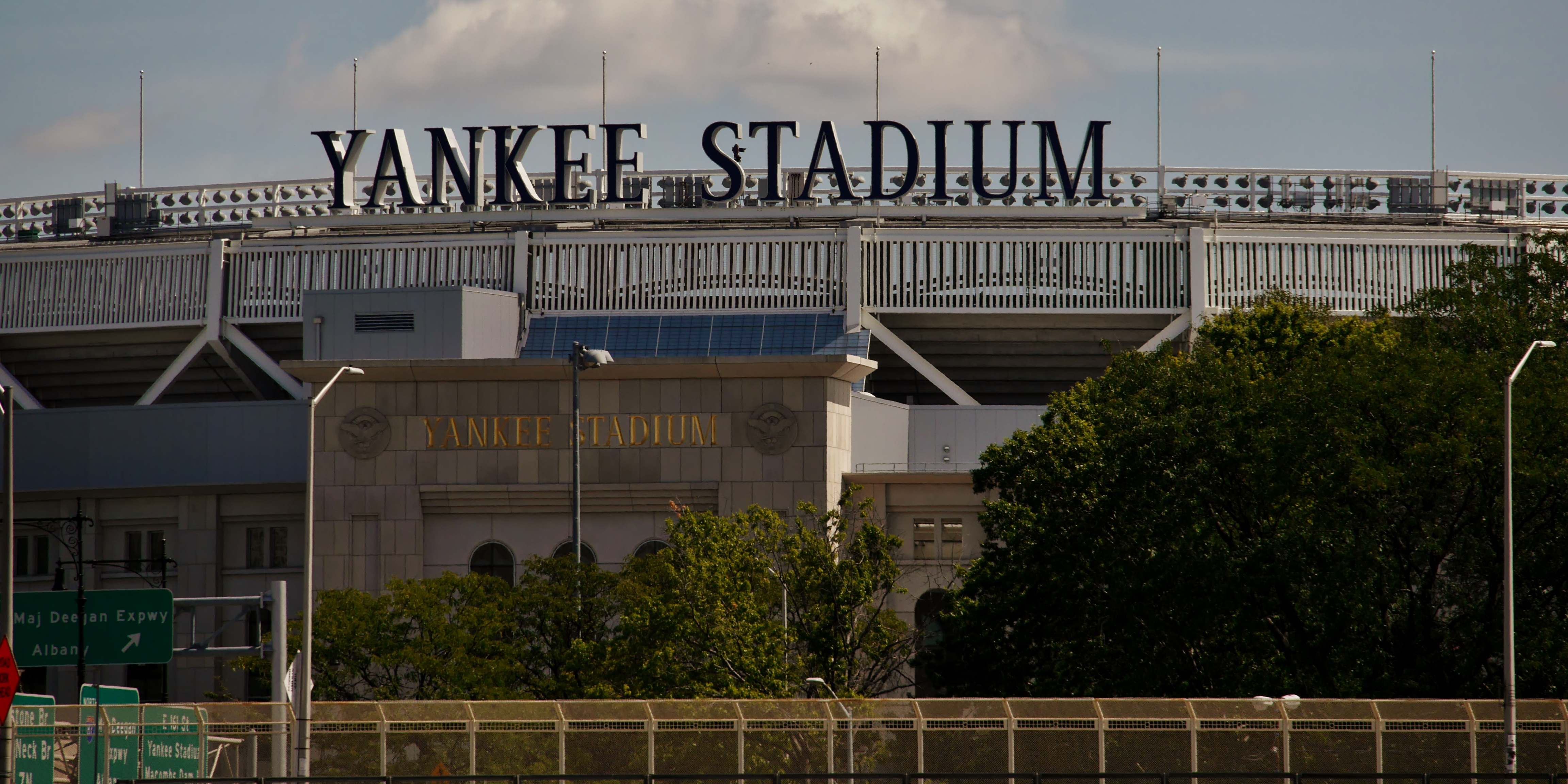
Ingresso principale dello Yankee Stadium

Il New Yankee è un tipico stadio del baseball dalla forma quadrangolare-ventaglio aperto, con un'area intrattenimento (negozi, ristoranti) più grande del 63% rispetto al precedente, demolito nel 2008. Possiede 52.325 posti a sedere, i più pregiati si trovano in una serie di palchi a 5 piani sovrapposti, posti a libro aperto attorno al diamante centrale. Per il calcio la capienza è ridotta a 33.400 spettatori.

## Servizi
Dispone di un gran numero di parcheggi coperti multipiano e di altri servizi basici come bagni, bar, ecc. All'interno dell'enorme centro commerciale (di circa 90.000 m²) dispone di fast food, ristoranti (un Hard Rock Cafe), cinema, negozi, musei del baseball, negozi di memorabilia, sale d'internet, palestre, piscine, sale massaggi ed altri luoghi di intrattenimento.
All'interno dello stadio è stato ricollocato dallo stadio precedente il Monument Park, una collezione di placche e maglie a ricordo di ex giocatori dei New York Yankees. La collezione è aperta al pubblico.